# Argeo Fahrzeugwerk
Das Argeo Fahrzeugwerk war ein deutscher Hersteller von Kraftfahrzeugen.

## Unternehmensgeschichte
Das Unternehmen begann 1924 als Argeo-Fahrzeugbau an der Stallschreiberstraße 57 in Berlin unter der Leitung von Georg Kulitzky mit der Produktion von Motorrädern. Der Markenname lautete Argeo. Später erfolgte der Umzug zur Köpenicker Str. 21 und die Umfirmierung. In Anzeigen gibt es uneinheitliche Schreibweisen der Firmierung: mal ohne Bindestrich, mal mit. 1927 endete die Motorrad- und 1929 die Motordreiradproduktion. 1925 entstanden auch Automobile, von denen allerdings nur wenige verkauft wurden.

## Fahrzeuge

### Motorräder und Motordreiräder
Die Motorräder hatten Einzylinder-Zweitaktmotoren. Der Hubraum betrug wahlweise 198 cm³ oder 246 cm³. Die Leistung der selbst hergestellten Motoren ist mit 3,5 PS bzw. 6 PS angegeben. Die Dreiräder waren Nutzfahrzeuge.

### Automobile
Das einzige Automodell war ein Dreirad, bei dem sich das einzelne Rad vorne befand. Die Karosserie bot Platz für zwei Personen. Ein Zweitaktmotor mit 123 cm³ Hubraum trieb das Fahrzeug an. Trotz des geringen Gewichts – laut einer Quelle ein Cyclecar – war das Fahrzeug damit untermotorisiert.